# La cena delle beffe (opera)
La cena delle beffe è un'opera in quattro atti di Umberto Giordano su libretto di Sem Benelli, adattato dall'omonimo dramma.
La vicenda, ambientata a Firenze al tempo di Lorenzo de' Medici, racconta la rivalità tra Giannetto Malespini e Neri Chiaramantesi per avere l'amore della bella Ginevra e la sete di vendetta di Giannetto per un crudele scherzo fatto ai suoi danni da Neri e da suo fratello Gabriello. La beffa organizzata da Giannetto come vendetta alla fine conduce Neri ad uccidere sia Ginevra che (per errore) il proprio fratello. L'opera termina con Neri che cade in preda alla follia.

## Storia della composizione
Il libretto per l'opera di Giordano fu adattato dal commediografo e poeta Sem Benelli dal suo dramma in versi La cena delle beffe. Descritto come poema drammatico, questo lavoro fu rappresentato per la prima volta a Roma al Teatro Argentina. Come numerosi altri lavori di Benelli è scritto in fioriti versi neo-romantici, con ambientazione storica e una trama melodrammatica e violenta. Il lavoro di Benelli ebbe in Italia immediato e straordinario successo. Giunse a essere rappresentato contemporaneamente da quattro diverse compagnie itineranti, ed è ancora oggi in repertorio. Una versione del dramma adattata da Jean Richepin e col titolo La beffa, fu rappresentata a Parigi nel 1910 con Sarah Bernhardt nel ruolo di Giannetto. Lo spettacolo rimase in scena per 21 serate, ma il progetto dell'attrice di presentarlo a New York più avanti nello stesso anno dovette essere abbandonato perché da Parigi vennero spedite le scene sbagliate. L'adattamento inglese di Edward Sheldon, The jest, con John Barrymore come Giannetto Malespini e Lionel Barrymore come Neri Chiaramantesi, ebbe notevolmente più successo, con 256 repliche al Plymouth Theatre di New York.
Giordano contattò Benelli nel 1917 per proporgli di trasformare il dramma in opera. Benelli inizialmente rifiutò poiché il compositore Tommaso Montefiore aveva ottenuto nel 1910 i diritti a comporre un'opera basata su questo lavoro, anche se nel 1917 non aveva ancora cominciato a lavorarci. Dopo lunghe trattative tramite il suo editore, Sonzogno, Giordano il 15 settembre 1923 riuscì a ottenere i diritti per comporre l'opera. Fu lo stesso Benelli ad occuparsi dell'adattamento per il libretto.

## Storia delle rappresentazioni
La cena delle beffe fu rappresentata la prima volta a Milano il 20 dicembre 1924, alla Scala, con la regia di Giovacchino Forzano e la direzione di Arturo Toscanini, con Carmen Melis come Ginevra, Hipólito Lázaro come Giannetto e Benvenuto Franci come Neri. 
Le scene e i costumi furono progettati da Galileo Chini, che si era anche occupato della prima rappresentazione del lavoro teatrale di Benelli nel 1909.
La première fu un successo trionfale, con 24 chiamate per il direttore e i cantanti. La stampa dell'epoca notò che in quest'opera «Giordano non s'è allontanato dal suo tipo di teatro, né come lina, né come melodicità, e che in un punto solo ha insinuato alcune modernistiche cacofonie, laddove Neri simula la pazzia». Nonostante il caloroso successo della prima, parte della critica avanzò qualche riserva sul lavoro. Andrea Della Corte definì la partitura «semplice e chiara, alla maniera di quella di Madame Sans-Gêne, ma tecnicamente anche più fine e armoniosa», notando alcune incoerenze tra musica e scene (come quando un «tranquillo concertato da opera comica» accompagna la scena della pazzia di Neri) e ritenne il lavoro un «melodramma steso senza un profondo travaglio spirituale»»
Il successo alla Scala condusse a spettacoli in tutta Italia e all'estero.
Il 25 marzo 1925 avviene la prima al Teatro San Carlo di Napoli diretta da Gino Marinuzzi (1882-1945) con Ebe Stignani come Laldomine e Mariano Stabile (cantante) come Neri Chiaramantesi, il 19 novembre successivo al Teatro La Fenice di Venezia, il 21 novembre al Teatro Comunale di Bologna diretto da Vincenzo Bellezza con la Melis, Salvatore Baccaloni come Tornaquinci e Franco Lo Giudice come Giannetto Malaspini ed il 2 gennaio 1926, la première statunitense al Metropolitan con un cast straordinario diretto da Tullio Serafin (Frances Alda come Ginevra, Beniamino Gigli come Giannetto, Titta Ruffo come Neri ed Angelo Badà come Gabriello).. 
Entro il 1930, l'opera aveva raggiunto 40 città in tutto il mondo. 
Al Metropolitan, comunque, ci furono solo 12 spettacoli in due stagioni, e le rappresentazioni dopo il 1930 divennero sporadiche, anche se l'opera non è mai uscita completamente dal repertorio. 
Il 7 gennaio 1926 avviene la prima al Teatro Verdi (Trieste), il 14 gennaio al Teatro Regio di Torino con la Melis, Franci e Lo Giudice, il 30 gennaio al Teatro Costanzi di Roma con Iva Pacetti come Ginevra e Francesco Merli come Giannetto Malaspini, il 5 maggio al Teatro Donizetti di Bergamo ed il 29 settembre 1927 alla San Francisco Opera con Lawrence Tibbett come Neri Chiaramantesi e Badà.
Tra le riprese recenti più importanti, quella del 1987 al Festival operistico di Wexford con Fabio Armiliato e Miriam Gauci, al Teatro Giordano di Foggia nel 1988 ancora con Fabio Armiliato e Rita Lantieri e del 1999 all'opera di Zurigo e al Teatro Comunale di Bologna, in una produzione diretta da Liliana Cavani entrambe con Daniela Dessì. Ci fu anche una rappresentazione in forma di concerto della compagnia Teatro Grattacielo presso la Alice Tully Hall di New York nel 2004. L'opera è stata ripresa anche nella stagione 2015/2016 del Teatro alla Scala.

## Cast della première

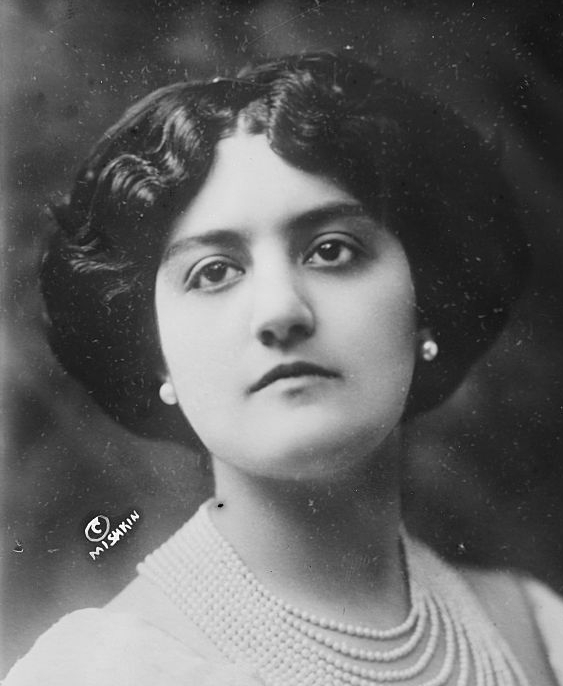
Carmen Melis, creatrice del personaggio di Ginevra

| Personaggio             | Interprete (Direttore: Arturo Toscanini) |
| ----------------------- | ---------------------------------------- |
| Giannetto Malaspini     | Hipólito Lázaro                          |
| Neri Chiaramantesi      | Benvenuto Franci                         |
| Gabriello Chiaramantesi | Emilio Venturini                         |
| Tornaquinci             | Fernando Autori                          |
| Calandra                | Giuseppe Menni                           |
| Fazio                   | Aristide Baracchi                        |
| Trinca                  | Francesco Dominici                       |
| Dottore                 | Ernesto Badini                           |
| Lapo                    | Palmiro Domenichetti                     |
| Cantore                 | Alfredo Tedeschi                         |
| Ginevra                 | Carmen Melis                             |
| Lisabetta               | Cesarina Valobra                         |
| Laldomine               | Cesira Ferrari                           |
| Fiammetta               | Lina Lanza                               |
| Cintia                  | Gina Pedroni                             |

## Trama
Luogo: Firenze
Epoca: il tempo di Lorenzo de' Medici

### Atto I
Lorenzo de' Medici ha ordinato a Tornaquinci di ospitare una cena a casa sua per far tornare la pace tra Giannetto Malespini e i fratelli Chiaramantesi, Neri e Gabriello. Neri aveva sottratto a Giannetto l'amante, Ginevra, e come "scherzo", sia lui che suo fratello avevano tormentato Giannetto mettendolo in un sacco, pungendolo con le loro spade, e gettandolo nell'Arno. In cerca di vendetta, Giannetto convince Neri, che si è ubriacato alla cena di Tornaquinci, a indossare l'armatura e cercare una rissa in un quartiere poco rispettabile di Firenze. Dopo le voci diffuse da servo di Gianetto, Neri è bollato come un pazzo e viene rinchiuso, mentre Giannetto trascorre la notte con Ginevra, che nel buio crede che questi sia Neri.

### Atto II
La mattina seguente, nella casa di Ginevra, la donna apprende chi è stato realmente il suo amante la notte precedente. Si mostra felice, piuttosto che inorridita, rimpiangendo solo di non avere saputo la verità in quel momento, poiché ciò avrebbe reso l'incontro ancora più emozionante. Neri irrompe ed è furioso, sia per la reazione di Ginevra che per la perfidia di Giannetto. Entrano i servi dei Medici e trascinano nuovamente via Neri.

### Atto III
Neri è imprigionato nelle cantine dei Medici, trattato come un pazzo. Giannetto e un medico fingono di prendersi cura della sua follia, conducendo a vederlo, per schernirlo, diverse persone che egli ha offese in passato. Lisabetta, una delle donne tradite da Neri, è ancora innamorata di lui e ne sente pietà. Quando gli altri se ne vanno, gli consiglia di agire veramente da pazzo, in modo che lei possa chiedere che venga rilasciato e ottenerne la custodia. Giannetto ritorna ed è inorridito nel vedere che ha veramente spinto Neri alla follia. Giannetto implora il perdono di Neri, ma quest'ultimo continua a comportarsi come un pazzo e lo ignora. Giannetto decide di continuare con la sua vendetta dicendo a Neri che quella notte dormirà ancora una volta con Ginevra.

### Atto IV
Nella sua casa, Ginevra attende un altro appuntamento con Giannetto. A sua insaputa, Giannetto ha detto a Gabriello che Ginevra lo ama e lo attende quella notte. Neri, ormai libero, irrompe nella camera da letto di Ginevra e trafigge a morte sia Ginevra che l'uomo che egli crede essere Giannetto. Poi incontra Giannetto che lo aspetta fuori dalla stanza. Neri ora si rende conto che l'ultima "beffa" di Giannetto lo ha portato ad uccidere il proprio fratello. Si precipita nella camera da letto e ne esce questa volta veramente pazzo e invocando Lisabetta. La vendetta di Giannetto è ora completa, ma tormentato da quello che ha fatto, egli non riesce a trovare piacere nella sua vittoria.

## Discografia
| Anno | Cast: Neri, Giannetto, Ginevra, Lisabetta, Gabriello                                      | Direttore, Orchestra e Coro | Etichetta |
| ---- | ----------------------------------------------------------------------------------------- | --- | --- |
| 1955 | Anselmo Colzani, Antonio Annaloro, Gigliola Frazzoni, Mafalda Micheluzzi, Enzo Guagni     | Oliviero De Fabritiis Orchestra e Coro della RAI di Milano (Registrazione di una trasmissione radiofonica)                            | LP: - E.J. Smith «The Golden Age of Opera» EJS 138 (1958) - Unique Opera Records Corporation UORC 124 (1972) CD: - Myto 2 MCD 002 220 (con brani da La fanciulla del West, 2000) - Myto 2 MCD 052 H 103 (con brani da La fanciulla del West, 2005) |
| 1972 | Giangiacomo Guelfi, Amedeo Zambon, Angela Maria Rosati, Miwako Matsumoto, Dino Formichini | Nino Bonavolantà Orchestra e Coro della RAI di Milano (Registrazione di una trasmissione radiofonica)                                 | LP: - Bismark Beane MRF 147 |
| 1988 | Marco Chingari, Fabio Armiliato, Rita Lantieri, Giovanna Manci, Francesco Piccoli         | Gian Paolo Sanzogno Orchestra Sinfonica di Piacenza (Registrato dal vivo al Teatro Giordano di Foggia, 14 dicembre 1988)              | CD: - Bongiovanni GB 2068/69-2 (1989) |
| 1999 | Juan Pons, Alberto Cupido, Daniela Dessì, Chiara Angella, Alessandro Safina               | Bruno Bartoletti Orchestra e Coro del Teatro Comunale di Bologna (Registrato dal vivo al Teatro Comunale di Bologna, marzo 1999)      | DVD: - Encore DVD 2096 (2005) |
| 2004 | Patryk Wroblewski, Lando Bartolini, Michele Capalba, Tracy Rhodus, John Pickle            | Alfredo Silipigni Orchestra e Coro del Teatro Grattacielo (Registrato dal vivo presso l'Alice Tully Hall, New York, 20 novembre 2004) | CD: - Premiere Opera Ltd. CDNO 1666-2 (2005) |